# هندی‌های ایران
هندی‌های ایران یکی از گروه‌های کوچک مهاجر ساکن ایران از هندی‌های خارج از کشور هند هستند. جمعیت تخمینی این گروه در ایران ۱،۰۰۰ نفر است.

## قبل از انقلاب اسلامی
در حدود دهه ۱۹۲۰ میلادی حدود ۱۸۰ خانواده از هندوستان به زاهدان مهاجرت کردند که امروزه با نام دینشان سیک‌های ایران در زاهدان شناخته می‌شوند، آنان سپس در شهرهای همجوار مناطق شرقی ایران زابل مشهد بیرجند و مرکز کشور سکونت گزیدند.همچنین بازرگانان هندی از گذشته به بندرعباس رفت و آمد داشتند و دارای یک معبد هندو در بندرعباس نیز بودند، در دههٔ ۱۹۵۰ تا ۱۹۷۰ دودمان پهلوی از حدود ۱۰،۰۰۰ نفر هندی جهت امور پزشکی، مهندسی، آموزگاری بهره گرفت، که پس از انقلاب اسلامی به کشورشان بازگشتند.

## بعد از انقلاب اسلامی
در حال حاضر، حدود هزار نفر به صورت متمرکز در تهران، زاهدان و اطراف آن، در درجه اول درگیر کسب و کارهای مختلف هستند. اکثریت آنان هنوز هم شهروندان هند می‌باشند. آنها همچنان به حفظ روابط قوی با هند، به خصوص در مسائل مربوط به آموزش و پرورش کودکان، ازدواج و... پایبند هستند.